# Epic Movie
Epic Movie (2007) és una pel·lícula nord-americana creada per dos dels sis guionistes de Scary Movie. Aquesta sàtira, que va obtenir 19,2 milions de dòlars als Estats Units, parodia pel·lícules de diferents gèneres, a diferència de Scary Movie, la qual solament parodiava pel·lícules de terror. Harry Potter, Les Cròniques de Nàrnia, Pirates of the Caribbean o Charlie i la fàbrica de xocolata són algunes de les pel·lícules que es poden apreciar en aquesta absurda i grollera paròdia.

## Argument
La història se centra en quatre orfes bastant crescuts: Lucy (paròdia de Lucy Pevensie) ha estat criada per un tutor al Louvre, al qual troba mort amb un estrany codi escrit amb sang al pit i una postura similar a la de l'Home de Vitruvio (tal com en El Codi Da Vinci). Silas, un albí encaputxat que murmura una estranya llengua, la troba allí i la persegueix durant la resta de la pel·lícula. Lucy, en un desesperat intent de fugir, desxifra (aparentment) l'enigma que jeu sobre el pit del seu tutor i troba un dels bitllets daurats en una rajola de xocolata de Willy Wonka.
El segon orfe, Edward (que pretén ser Edmund Pevensie), és un refugiat de Mèxic. Super Nacho (Super Nacho) s'empipa amb ell per no voler menjar el menjar de l'orfenat i ordena que sigui expulsat. Després d'una pallissa que li propina un obès nen vestit de Rei Mysterio, és arrossegat per la taula (d'on obté una de les rajoles de xocolata premiades) i llançat per la finestra.
La tercera, Susan (Susan Pevensie) és víctima d'un atac de serps dintre d'un avió (Serps a l'avió). En ser llançada d'aquest, aterra sobre una Paris Hilton, la bossa de la qual cau i d'ell apunta una rajola de Willy Wonka premiada, la qual és presa per l'òrfena.
Peter (Peter Pevensie), la cambra òrfena, és un resident d'una escola especial per a mutants (al·lusió a la pel·lícula X-Men). Després de ser rebutjat per Mística, té una trobada amb Llobató (nuvi de Mística), Cíclope, Tempesta, Múrria i Magneto (director de l'institut), els quals li insulten i riuen d'ell pels seus patètics superpoders (ales de gallina). Quan és copejat per la porta d'una taquilla oberta per Magneto, una xocolatina de Willy Wonka amb un bitllet daurat cau sobre ell.
El desventurat quartet visita una fàbrica de xocolata (Charlie i la fàbrica de xocolata), on es troben amb un psicòpata Willy Wonka (interpretat per Crispin Glover) que els arrabassa, al ritme de Fergalicious, òrgans i membres per a elaborar els seus dolços. Fugint d'ell, Lucy es topa amb un armari que la transporta a l'increïble món de Gnarnia (Narnia). Allí coneix al Sr. Tumnus (Hèctor Jiménez), un faune playboy aparentment heterosexual, ja que la seva casa es troba plena de faunes, encara que després es descobreix que és el nuvi del castor de Les Cròniques de Narnia. En la casa del faune hi ha uns televisors amb la pel·lícula Scarface fent el faune de Tony Montana. Quan Edward arriba al món pel mateix portal, és seduït per la Bruixota Blanca per a enganyar a Lucy, Susan i Peter, que, pel que sembla, són els seus germans i els herois d'una profecia que deia que matarien a la Bruixota Blanca, profecia per la qual aquesta havia matat als seus pares. Al principi està decidit a ajudar, però després decideix no cooperar i és tancat en una cel·la on es troba amb el capità Espàrrecs (Jack Sparrow de Pirates of the Caribbean), el qual li ajuda a escapar, encara que després, després de cantar-li una curiosa cançó, li traïx per unes monedes i li lliura a la Bruixota. Després d'això, l'extravagant pirata és assassinat per la Bruixota.
Mentrestant, Peter, Susan i Lucy (Peter i Susan han arribat també a l'estrany món) es troben amb un castor parlador, la parella del Sr. Tumnus, el qual els duu davant Aslo (Aslan, interpretat per Fred Willard), rei legítim de Gnarnia. Aquest els demana un favor sexual a canvi de la seva ajuda i el trio accepta. Després de la trobada, són duts a una escola de màgia (la Hogwarts de Harry Potter) on es troben amb tres decrèpits trentanyers toxicòmans que es creuen adolescents: Harry Petas (Harry Potter), Ron Weasley i Hermione Granger (la qual està embarassada de Harry). Al ritme de la banda sonora de Rocky: The Eye of the Tiger, els tres "estudiants" instruïxen en el maneig de les armes al trio d'orfes: Hermione ensenya a Lucy el maneig de la vareta màgica, Ron mostra a Susan el funcionament de l'arc i la fletxa i Harry instruïx a Peter en el maneig de l'espasa en un enfrontament en el qual resulten ferits de mort Hagrid, la professora McGonagall i Dumbledore. Després d'entrenar-se, els tres germans i Also marxen al Castell Blanc de la Bruixota, on Also (o millor dit, la seva doble) venç Silas i allibera Edward.
En tornar al campament d'Also, s'assabenten de la mort d'aquest i decideixen marxar a batalla, no sense abans celebrar una festa. L'endemà, els quatre germans barallen sols (el seu exèrcit no acudeix) contra els milions de serfs de la Bruixota Blanca. Peter, el qual s'arrenca les seves ales de gallina, en veure als seus tres germans morts i a la Bruixota davant ell a punt de matar-li, busca desesperadament alguna cosa per a protegir-se i troba un comandament (Clic) que prem en el moment just, deixant en "stop" tot l'exèrcit de la Bruixota i a ella mateixa. Després de guarir als seus germans amb el clàssic botó de tot comandament "Guarir ferides", vencen a tot l'exèrcit de la Bruixota (la qual és aixafada per Jack Espàrrecs, que torna a aparèixer caminant sobre una roda, tal com en Pirates of the Caribbean: Dead Man's Chest) i són proclamats reis de Narnia. Els anys passen i, sent ja ancians, els quatre reis troben el passatge de l'armari. En travessar-lo, es troben de nou en la fàbrica, joves. Un personatge esgarrifós (Borat) els felicita per estar vius i, immediatament, moren en un estrany accident.